# Zenne

Nederlandsk: Zenne (fransk: Senne) er en lille flod, 103 km lang, som flyder gennem Bruxelles og udmunder i Dijle-flodens venstre side. Dens udspring ligger i kommunen Soignies. Den flyder indirekte ud i Scheldt, gennem Dijle og Rupel. Woluwe floden er en af bifloderne til Zenne.
I centrum af Bruxelles blev Zenne fuldstændig overdækket, og der blev bygget store boulevarder oven på den i det 19. og 20. århundrede. Den kan stadig ses i udkanten af Bruxelles og udenfor byen, men inde i byen løber den nu fortrinsvis under den Kleine Ring. Zenne floden var berygtet for at være en af Belgiens mest forurenede floder, da alt spildevandet fra Bruxelles området blev ledt urenset ud i den. I marts 2007 betød færdiggørelsen af et nyt rensningsanlæg, at der er begyndt at blive gjort noget ved dette problem. 
Den gyldne iris blev brugt som mærke for Bruxelles området fordi den findes i marsksletterne omkring floden. Den enestående vilde gærsvamp i Zenne floddalen bruges ved produktionen af den regionale Lambic øl.
- Floden Zennes forløb overført på vore dages centrum af Bruxelles.
- Senne ved Rebecq.

51°04′N 4°26′Ø / 51.067°N 4.433°Ø